# Dark pattern
Un dark pattern ou dark UX (en français : interface truquée) est une interface utilisateur qui a été volontairement conçue pour tromper ou manipuler un utilisateur,. Ces choix peuvent aussi être décrits comme des éléments mis en place pour solliciter davantage l'utilisateur et faire en sorte que celui-ci reste plus longtemps sur un service à l'aide de biais cognitifs,.
Par exemple, pour obtenir le consentement d'un utilisateur afin de collecter ses données personnelles, celui-ci est souvent interrompu par un menu affiché inopinément et qui l'empêche alors de continuer à utiliser le service comme il le souhaite. Ce menu contient un bouton pour refuser cette collecte et un autre pour l'accepter. Ce dernier est généralement d'une couleur vive afin d'encourager l'utilisateur à ne pas lire ou à ne pas envisager les modalités d'un service, et donc à ne pas comprendre ce à quoi il consent.
Le néologisme « dark pattern » a été inventé par Harry Brignull, spécialiste du design d'interfaces utilisateur, en août 2010,.

## Différents types dedark patterns
Il existe différentes formes de dark patterns. L'une des plus courantes est celle de la « question piégée ». Il s'agit de demander à l'utilisateur de cocher une case pour ne pas s'abonner à une newsletter par exemple. Il s'agit d'une interface piégeuse, car faisant appel au principe de double négation, lourd cognitivement, alors que l'usage habituel consiste simplement à cocher une case pour s'abonner (ou encore à la décocher pour se désabonner / éviter l'abonnement).
Une autre interface trompeuse est celle de la « fausse publicité » ou du « faux contenu ». Il s'agit, par exemple, lors de la navigation sur un site de téléchargement de fichier, d'afficher une publicité qui, formellement, ressemble à s'y méprendre à un lien de téléchargement ; ou sur un site d'information, d'afficher une publicité qui adopte les mêmes codes typographiques et de présentation que le reste de l'article légitime. Si l'utilisateur n'est pas averti, il risque de se retrouver sur un site publicitaire, en cas de clic.
Sur mobile, il est fréquent de trouver des dark patterns. Par exemple, lorsque le bouton permettant de refuser une option commerciale est rendu bien moins visible que le bouton pour l'accepter.
Le Dark Patterns se retrouve sous plusieurs formes sur le web et bien souvent ce sont des stratégies minutieusement mises en places pour duper l'utilisateur, voici quelques exemples de Dark Patterns auxquelles on fait face aujourd'hui:

### 1. Confirmshaming (Culpabilisation par la confirmation)
La confirmshaming utilise la culpabilisation pour influencer les décisions des utilisateurs. Les concepteurs intègrent des messages qui sous-entendent que l’utilisateur fait un mauvais choix ou qu’il manque quelque chose d’important s’il refuse.
Exemples :
- Lorsqu'un site de vente propose de s’inscrire à une newsletter, l’option de refus dit : "Non, je ne veux pas économiser d’argent." Le message tente de faire culpabiliser l'utilisateur en insinuant qu’il refuse une opportunité de réduction.
- Une fenêtre pop-up avec le texte : "Non, merci, je préfère ne pas être au courant des dernières tendances" comme option de refus pour inciter les utilisateurs à accepter les notifications.

### 2. Bait-and-Switch (Appât et substitution)
Ce type de dark pattern attire l’utilisateur avec une option alléchante, mais lorsque celui-ci clique dessus, le résultat est différent ou moins favorable. C’est une forme de tromperie qui joue sur les attentes initiales de l'utilisateur.
Exemples :
- Lorsqu'un utilisateur pense cliquer sur un bouton pour accéder à une promotion spéciale, mais se retrouve plutôt abonné à une newsletter ou inscrit à un programme payant.
- Dans les jeux mobiles, un bouton peut être placé de manière à faire croire qu'il permet de sauter une publicité, mais il redirige l’utilisateur vers le téléchargement de l’application publicitaire.

### 3. Roach Motel (Piège de l’hôtel cafard)
Avec le Roach Motel, il est très simple d’entrer ou de s’inscrire, mais il devient compliqué et fastidieux d'annuler ou de quitter. Les utilisateurs sont souvent pris au piège, et les options de sortie sont volontairement cachées ou rendent le processus de désabonnement difficile.
Exemples :
- Un abonnement en ligne permet de s'inscrire facilement en un clic, mais pour se désinscrire, il faut téléphoner au service client et passer par de longues étapes de validation.
- Les plateformes de streaming qui proposent un essai gratuit, mais qui rendent le processus de désinscription complexe en demandant une confirmation par e-mail ou en masquant le lien de désabonnement.

### 4. Privacy Zuckering (Piège de la vie privée)
Le Privacy Zuckering consiste à tromper l’utilisateur pour obtenir plus d’informations personnelles qu’il ne le souhaite. Les paramètres de confidentialité sont souvent configurés pour exposer plus de données, et les options de protection de la vie privée sont difficiles à trouver ou à activer.
Exemples :
- Un réseau social qui demande des informations personnelles sans que l’utilisateur ne comprenne l'étendue de ce qu’il partage, par exemple en cachant les paramètres de confidentialité avancés dans des sous-menus.
- Un formulaire d’inscription avec des cases déjà cochées qui permettent aux entreprises de partager les données de l’utilisateur avec des partenaires commerciaux.
- "Privacy Zuckering" pour l'entraînement des modèles d'IA À la mi-2024, Meta Platforms a annoncé son intention d'utiliser les données des utilisateurs de Facebook et d'Instagram pour entraîner ses technologies d'intelligence artificielle, y compris ses systèmes génératifs. Cette initiative comprenait le traitement des données issues des publications publiques et non publiques, des interactions, et même des comptes abandonnés. Les utilisateurs avaient jusqu'au 26 juin 2024 pour refuser ce traitement de données. Cependant, des critiques ont souligné que le processus était semé d'embûches, notamment des notifications par e-mail trompeuses, des redirections vers des pages de connexion, et des formulaires de désinscription difficiles à localiser. Même lorsque les utilisateurs parvenaient à trouver ces formulaires, ils devaient fournir une raison pour leur désinscription, malgré la politique de Meta affirmant que toute raison serait acceptée, soulevant des questions sur la nécessité de cette démarche supplémentaire[12],[13]. Le Centre européen pour les droits numériques (Noyb) a réagi aux pratiques controversées de Meta en déposant des plaintes dans 11 pays de l'UE. Noyb a allégué que l’utilisation par Meta de "dark patterns" sapait le consentement des utilisateurs, en violation du Règlement général sur la protection des données (RGPD). Ces plaintes ont mis en évidence le fait que le processus obstructif de désinscription de Meta comprenait des formulaires cachés, des mécanismes de redirection, et des exigences inutiles comme l'obligation de fournir une raison pour se désinscrire — des tactiques illustrant les "dark patterns", conçues délibérément pour dissuader les utilisateurs de se retirer. De plus, Meta a admis qu’il ne pouvait pas garantir que les données des utilisateurs ayant opté pour le retrait seraient entièrement exclues de ses ensembles d'entraînement, suscitant des inquiétudes supplémentaires sur la protection de la vie privée et le respect des réglementations sur les données[14],[15]. Face à la pression croissante des régulateurs et du public, la Commission irlandaise de protection des données (DPC) est intervenue, conduisant Meta à suspendre ses projets de traitement des données des utilisateurs de l'UE/EEE pour l'entraînement de ses modèles d'IA. Cette décision, bien que significative, n’a pas conduit à une modification juridiquement contraignante de la politique de confidentialité de Meta, laissant planer des doutes sur son engagement à long terme envers les droits des données dans l’UE. En dehors de l’UE, cependant, Meta a poursuivi la mise à jour de sa politique de confidentialité comme prévu le 26 juin 2024, incitant les critiques à avertir des implications plus larges de telles pratiques à l’échelle mondiale[16],[17]. Cet incident a mis en lumière le problème omniprésent des "dark patterns" dans les paramètres de confidentialité et les défis posés par la responsabilisation des grandes entreprises technologiques quant à leurs pratiques en matière de données. Les groupes de défense ont appelé à des cadres réglementaires plus stricts pour prévenir les tactiques trompeuses et garantir que les utilisateurs puissent exercer un contrôle effectif sur leurs informations personnelles[18].

### 5. Forced Continuity (Continuité forcée)
La continuité forcée implique de commencer par une période d’essai gratuite ou une offre promotionnelle, puis de facturer l’utilisateur sans avertissement une fois la période terminée. Les procédures de résiliation sont souvent difficiles et non intuitives.
Exemples :
- Un site de streaming offre un essai gratuit de 30 jours, mais ne notifie pas l’utilisateur de la fin de l’essai, le facturant automatiquement. Pour se désinscrire, l’utilisateur doit contacter le service client.
- Un abonnement en ligne qui nécessite une carte de crédit pour l’essai gratuit et qui commence à facturer l’utilisateur sans notification avant la fin de la période d’essai.

### 6. Trick Questions (Questions pièges)
Les questions pièges sont formulées de manière ambiguë pour embrouiller l'utilisateur, souvent en alternant les réponses positives et négatives, ou en utilisant des doubles négations pour forcer une réponse erronée.
Exemples :
- Un formulaire qui demande : "Je ne souhaite pas recevoir de communications." Si l’utilisateur coche la case, il refuse effectivement les communications, mais le langage complexe peut induire en erreur.
- Dans un sondage, une question pourrait dire : "Cochez ici si vous ne voulez pas refuser les offres." Cela pousse l’utilisateur à répondre involontairement de manière à recevoir des e-mails publicitaires.

### 7. Hidden Costs (Coûts cachés)
Les coûts cachés apparaissent à la dernière étape du processus d’achat ou d’inscription, alors que l’utilisateur pensait avoir un montant définitif. Cela inclut souvent des frais de livraison, des taxes, ou des frais de service qui sont révélés seulement au moment de payer.
Exemples :
- Lorsqu'un utilisateur pense acheter un produit à un prix annoncé, mais découvre des frais de traitement et de livraison ajoutés uniquement au moment de la confirmation.
- Un service d’abonnement où des frais administratifs sont ajoutés lors de la facturation, sans que l’utilisateur ait été informé avant la dernière étape.

### 8. Disguised Ads (Publicités déguisées)
Les publicités déguisées sont des annonces qui se présentent comme du contenu organique ou éditorial pour tromper les utilisateurs en les faisant cliquer dessus. Elles peuvent imiter des articles, des recommandations ou même des résultats de recherche.
Exemples :
- Des articles sponsorisés dans un fil de nouvelles qui ressemblent aux articles normaux mais qui redirigent vers des produits.
- Des annonces qui apparaissent comme des résultats de recherche en haut de la page, induisant l’utilisateur à penser qu’il s’agit de liens officiels.

### 9. Misdirection (Détournement d’attention)
Le détournement d’attention consiste à rendre les informations ou les boutons importants moins visibles, en mettant l’accent sur les options souhaitées par l’entreprise pour orienter le choix de l’utilisateur.
Exemples :
- Lorsqu’un site met en avant le bouton "Accepter les cookies" en couleur vive et en gros, alors que le bouton "Refuser les cookies" est petit et en texte gris.
- Une fenêtre pop-up qui incite à acheter une option de garantie supplémentaire avec un bouton grand et coloré, tandis que l’option de refus est discrète et peu visible.

### 10. Friend Spam (Spam à partir des amis)
Le Friend Spam utilise le réseau de contacts d’un utilisateur pour envoyer des messages sans son consentement explicite, en exploitant ainsi la confiance dans les relations amicales.
Exemples :
- Une application de réseau social qui demande à l’utilisateur d’accéder à ses contacts pour inviter ses amis, mais qui envoie ensuite automatiquement des invitations sans prévenir l’utilisateur.
- Une application de jeux qui encourage à partager des résultats avec des amis pour gagner des points, en envoyant des messages automatiquement à tous les contacts de l’utilisateur.

Ces types de dark patterns sont utilisés de manière extensive dans les interfaces numériques modernes, souvent pour améliorer les conversions et l’engagement au détriment de l’expérience utilisateur transparente. En comprenant ces techniques, les utilisateurs peuvent mieux se protéger et faire des choix plus éclairés.

## L'enjeu des données personnelles et de la vie privée
Plusieurs dark patterns ont été observés depuis l'entrée en vigueur du règlement général sur la protection des données (RGPD) au sein de l'Union européenne le 25 mai 2018, mais le procédé n'est pas pour autant nouveau,.

### Dans l'Union européenne
Le 21 mars 2022, le Comité européen de la protection des données (CEPD), rassemblement des 27 autorités de protection des données de l'Union, a publié un projet de lignes directrices relatives aux dark patterns sur les réseaux sociaux. Ce projet fait l'objet d'une procédure de consultation publique avant publication de sa version adoptée par le CEPD.
Depuis février 2024, le DSA impose, sous peine d’amendes, de nouvelles obligations à toutes les plateformes en ligne pour mieux protéger les utilisateurs contre les contenus illégaux. Le règlement interdit par exemple les interfaces trompeuses, et impose une transparence accrue sur les algorithmes utilisés pour cibler les internautes. Il oblige à contrôler l’identité des vendeurs sur les plateformes et à bloquer les fraudeurs récidivistes.
En mai 2024, une fédération d’associations européennes, le Bureau européen des unions de consommateurs (BEUC), dépose une plainte auprès de la Commission européenne et des autorités nationales compétentes contre la plateforme en ligne Temu pour des pratiques d’interfaces trompeuses.

### En France
Le laboratoire d'innovation numérique de la CNIL a publié en janvier 2019 une étude sur les dark patterns dans son Cahier IP n° 6 : La Forme des Choix. Il y est notamment affirmé que « ces pratiques peuvent pour certaines rester conformes du point de vue du RGPD, mais selon le moment, la manière et les données concernées, elles peuvent soit poser des questions éthiques, soit devenir non conformes » et que :

« Lorsque les différentes techniques [de dark pattern] sont mises en œuvre dans l’objectif d’accumuler plus de données que nécessaire sur les individus, clients ou citoyens, celles-ci ne posent plus seulement de questions d’éthique et de responsabilité des services numériques face à la captation de l’attention notamment, mais elles viennent se confronter aux principes de bases du RGPD, qui donne aux individus des droits plus importants sur l’exploitation qui est faite des données qui les concernent. »

La CNIL identifie alors quatre objectifs pour les dark pattern :
- « Pousser l'individu à partager plus que ce qui est strictement nécessaire »
- « Influencer le consentement »
- « Créer de la friction aux actions de protection des données »
- « Dérouter l'individu »

À la suite de cette publication, la CNIL a entrepris plusieurs actions visant à encadrer et réguler l'utilisation de dark pattern à des fins de captation de données ou de recueil du consentement.
En septembre 2020, la CNIL a publié des lignes directrices et une recommandation portant sur les cookies et autres traceurs dans lesquelles elle pousse à l'adoption de mécanismes et de design garantissant la transparence des informations et la liberté de choix des utilisateurs de service en ligne.

« De manière générale, afin d’être compréhensible et de ne pas induire en erreur les utilisateurs, la Commission recommande aux organismes concernés de s’assurer que les utilisateurs prennent la pleine mesure des options qui s’offrent à eux, notamment au travers du design choisi et de l’information délivrée. »

Elle y mentionne plusieurs pratiques de dark pattern comme étant contraires au RGPD et à la Loi Informatique et Libertés, notamment :
- L'activation ou le précochage de cases de recueil de consentement
- La poursuite de l'activité sur un site internet ou une application comme le signe d'un consentement au dépôt de cookies ou à l'utilisation de traceurs
- L'absence de possibilité de refuser en une seule action l'ensemble des traitements de données effectuées par le service sur la base du consentement (bouton « Tout refuser »)
- Une action plus complexe pour refuser le dépôt de cookies ou l'utilisation de traceurs que pour l'accepter

Outre ces actions répressives, la CNIL souhaite accompagner les acteurs du numérique dans leur mise en place de design respectueux des choix des utilisateurs. Elle a mis en ligne un site proposant des ressources et des études de cas, ainsi qu'une communauté « Données et Design » accessible via la plateforme Slack.